# Chi Thạch trang
Chi Thạch trang (danh pháp khoa học: Petrocosmea) là chi thực vật thuộc họ Tai voi, hầu hết các loài trong chi này là đặc hữu của miền tây Trung Quốc, dù một số loài là bản địa của các khu vực khác ở châu Á.

## Các loài
Chi này có khoảng 25 loài
- Petrocosmea barbata Craib
- Petrocosmea begoniifolia C.Y. Wu ex H.W. Li
- Petrocosmea cavaleriei H. Lév.
- Petrocosmea coerulea C.Y. Wu ex W.T. Wang
- Petrocosmea confluens W.T. Wang
- Petrocosmea duclouxii Craib
- Petrocosmea flaccida Craib
- Petrocosmea forrestii Craib
- Petrocosmea funingensis Zhang, Pan, Meng, Li, Xu & Li [4]
- Petrocosmea grandiflora Hemsl.
- Petrocosmea grandifolia W.T. Wang
- Petrocosmea iodioides Hemsl.
- Petrocosmea kerrii Craib (bao gồm Petrocosmea wardii W.W. Sm.)
- Petrocosmea longipedicellata W.T. Wang
- Petrocosmea mairei H. Lév.
- Petrocosmea martini (H. Lév.) H. Lév.
- Petrocosmea menglianensis H.W. Li
- Petrocosmea minor Hemsl. (đồng nghĩa Petrocosmea henryi Craib)
- Petrocosmea nervosa Craib
- Petrocosmea oblata Craib (bao gồm Petrocosmea latisepala W.T. Wang)
- Petrocosmea qinlingensis W.T. Wang
- Petrocosmea rosettifolia C.Y. Wu ex H.W. Li
- Petrocosmea sericea C.Y. Wu ex H.W. Li
- Petrocosmea sichuanensis Chun ex W.T. Wang
- Petrocosmea sinensis Oliv.

Các loài sau đây có thể là loài riêng biệt hoặc là tên đồng nghĩa với các tên loài đã được công nhận:
- Petrocosmea condorensis Pellegr.
- Petrocosmea formosa B.L.Burtt
- Petrocosmea heterophylla B.L.Burtt
- Petrocosmea ionantha Baill.
- Petrocosmea kingii (C.B.Clarke) Chatterjee
- Petrocosmea parryorum C.E.C.Fisch.
- Petrocosmea umbelliformis B.L.Burtt
- Petrocosmea xingyiensis Y.G.Wei & F. Wen